# Lough Nagreany Dunes SAC
Lough Nagreany Dunes SAC este o arie protejată (arie specială de conservare — SAC, sit de importanță comunitară — SCI) din Irlanda întinsă pe o suprafață de 218,37 ha, integral pe uscat.

## Localizare
Centrul sitului Lough Nagreany Dunes SAC este situat la coordonatele 55°13′37″N 7°46′04″W / 55.2269°N 7.7678°V.

## Înființare
Situl Lough Nagreany Dunes SAC a fost declarat sit de importanță comunitară în iunie 1999 pentru a proteja 1 specie de plante și 2 specii de animale. Situl a fost protejat și ca arie specială de conservare în noiembrie 2019.

## Biodiversitate
Situată în ecoregiunea atlantică, aria protejată conține 9 habitate naturale: Dune mobile cu vegetație embrionară, Dune mobile de-a lungul țărmului cu Ammophila arenaria („dune albe”), Dune de coastă fixe cu vegetație erbacee („dune gri”), Dune fixe decalcificate cu Empetrum nigrum, Dune fixe decalcificate atlantice (Calluno-Ulicetea), Dune cu Salix repens ssp. argentea (Salicion arenariae), Depresiuni intradunale umede, Machair (* habitat specific irlandez), Ape stătătoare oligotrofe până la mezotrofe, cu vegetație de Littorelletea uniflorae și/sau de Isoëto-Nanojuncetea.
La baza desemnării sitului se află mai multe specii protejate:
- plante (1): Najas flexilis
- păsări (2): Pyrrhocorax pyrrhocorax, nagâț (Vanellus vanellus)

Pe lângă speciile protejate, pe teritoriul sitului au mai fost identificate 1 specie de amfibieni.